# 雅羅斯拉娃·施韋多娃
雅羅斯拉娃·维亚切斯拉沃芙娜·施維多娃（羅馬化：Yaroslava Vyacheslavovna Shvedova，1987年9月12日—）是哈薩克已退役职业网球女运动员，2008年以前曾為俄羅斯籍。她的WTA生涯最高單打排名為第28。
施維多娃在2010年法國網球公開賽闖進八強，為其職業生涯最佳戰績，一個月後在2010年溫布頓網球錦標賽，與美國女將金久慈合作參加雙打賽事，闖進決賽，並直落二盤擊敗葉連娜·韋斯寧娜與薇拉·兹沃纳列娃俄羅斯組合，奪下生涯第一座大滿貫雙打冠軍。

## 職業生涯

### 2007-2008年
印度班加羅爾巡迴賽中，施維多娃在決賽擊敗衛冕冠軍玛拉·圣安杰洛，奪下職業生涯第1個WTA單打冠軍，這場勝利使她的世界排名首次進入前一百名內，為世界第78位。
2007年邁阿密大師賽，施維多娃在第二輪擊敗未來的世界第一與大滿貫冠軍安娜·伊萬諾維奇，不過隨即在第三輪敗給塔蒂亞娜·加爾賓而出局。
2008年8月，在墨西哥蒙特雷ITF巡迴賽，施維多娃在決賽擊敗瑪達蓮娜·拉芭莉歌法，一週後，在美網會外賽出線，首次參加美網會內賽，不過第一輪則敗給阿格涅什卡·拉德萬斯卡而出局。

### 2009年
法網，施維多娃由會外賽開始打起，連闖三關而首次進次法網會內賽，不過在第三輪敗給俄羅斯名將玛丽亚·莎拉波娃。
溫網，第二輪則遭到美國小將梅蘭妮·歐丁而出局。
美網，施維多娃取得職業生涯最重要的一場勝利，第二輪化解二記賽末點擊敗了塞爾維亞名將耶萊娜·揚科維奇，不過第三輪則隨即出局。

### 2010年
邁阿密大師賽，施維多娃在第四輪第二度敗給阿格涅什卡·拉德萬斯卡而出局。
巴塞隆納女子公開賽，在四強敗給最終冠軍與2010年法網冠軍弗蘭切斯卡·斯基亞沃內。
法網，施維多娃可以說在取得了目前職業生涯以來最佳的成績，她首度晉級女子單打賽事中最後的八強。在八強賽事中敗給耶萊娜·揚科維奇。在混雙賽事中，自己與尤利安·克诺夫莱闖入決賽，最後敗給卡塔琳娜·斯雷博特尼克與内纳德·齐莫尼奇組合，奪得大滿貫混雙亞軍。
溫網，雖然單打賽事早早出局，不過在雙打方面，施維多娃與非種子的美國女將金久慈首度闖入溫布頓雙打決賽（也是首個大滿貫雙打決賽），她們的對手是葉連娜·韋斯寧娜與薇拉·兹沃纳列娃，該組合在八強賽事中擊敗威廉絲姊妹，終結她們尋求大滿貫雙打賽事連續第五度奪冠與溫布頓三連冠的夢想，結果施維多娃與金久慈直落二盤擊敗俄羅斯組合取得勝利，奪下生涯第一座大滿貫雙打冠軍。

## 大滿貫

### 女雙冠軍（2）
| 年份 | 比賽   | 場地 | 搭檔          | 決賽對手                                             | 勝方比分          |
| ---- | ------ | ---- | ------------- | ---------------------------------------------------- | ----------------- |
| 2010 | 溫布頓 | 草地 | 金久慈 (美國) | 葉連娜·韋斯寧娜 (俄羅斯) 和 薇拉·兹沃纳列娃 (俄羅斯) | 4-6, 7-65, [11–9] |
| 2010 | 美網   | 硬地 | 金久慈 (美國) | 莉泽尔·许贝尔 (美國) 和 娜佳·彼得罗娃 (俄羅斯)       | 2-6, 6-4, 7-64    |

### 混雙亞軍（1）
| 年份 | 比賽 | 場地 | 搭檔                     | 決賽對手                                                         | 勝方比分  |
| ---- | ---- | ---- | ------------------------ | ---------------------------------------------------------------- | --------- |
| 2010 | 法網 | 紅土 | 尤利安·克诺夫莱 (奧地利) | 卡塔琳娜·斯雷博特尼克 (斯洛維尼亞) 和 内纳德·齐莫尼奇 (塞爾維亞) | 7-66, 6-4 |

## 外部連結
- 官方网站
- 雅羅斯拉娃·施韋多娃的国际女子网球协会官方資料（英文）
- 雅羅斯拉娃·施韋多娃的國際網球總會 職業／青少年 官方資料（英文）
- Fed Cup - Player profile - Evgenia TARASOVA (KAZ) （页面存档备份，存于）